# Miniera di Cave del Predil

Militari che controllano i documenti di minatori al posto di confine sotterraneo a circa 3 km dall'accesso italiano, in arrivo dalla Iugoslavia su un trenino a scartamento ridotto

La Miniera di Cave del Predil è l'antico nome di un paese oggi chiamato Cave del Predil, posto a dieci chilometri a sud da Tarvisio, in provincia di Udine. La località è nota per la miniera di zinco e piombo, metalli  estratti da rocce contenenti i minerali blenda e galena.

## Descrizione
Le vene di minerale vennero sfruttate sin dall'antichità, si pensa addirittura a uno sfruttamento in epoca preromana. Le fonti scritte risalgono al 1320, quando il re Federico I d'Asburgo  concesse a un consorzio di minatori la coltivazione del minerale. Da quella data, con fortune alterne, la miniera conobbe un intenso sfruttamento;negli anni 1940-50 ebbe il numero massimo di 1148 dipendenti, le gallerie raggiunsero un'estensione di oltre centodieci chilometri, oggi una di queste gallerie, lunga 4.877 metri, scavata alla fine del 1800 per permettere il deflusso delle acque di profondità (- 240 mt. dalla quota del paese) sconfina in territorio sloveno.
Questa galleria venne utilizzata durante la prima guerra mondiale, quando il territorio faceva ancora parte dell'Impero austro-ungarico, per far transitare in tre anni un numero imprecisato di truppe Astroungariche(2-300.000) verso il fronte di Caporetto, per non essere viste dalle vedette italiane che sorvegliavano, dai monti di Chiusaforte e Sella Nevea, il valico stradale del Predil, soggetto quindi al tiro dell'artiglieria Italiana.
Alla fine della prima guerra mondiale il trattato di S.Germano prima e di Rapallo successivamente consegnano all'Italia questo territorio compresa la miniera. Il nome di Raibl viene quindi Italianizzato in Cave del Predil. La miniera fu attiva fino al 1991, quando venne definitivamente chiusa non per esaurimento delle vene di minerale, se ne erano già accertate oltre 3 milioni di ton, ma per la poca economicità della sua estrazione, rispetto alla concorrenza data dall'importazione dai paesi più economici.